# 吳弭
吳弭（英語：Michelle Wu；1985年1月14日—），是臺灣裔美國人，民主黨籍政治人物，現任波士頓市長。
吳弭父母來自台灣，她在芝加哥長大並畢業于哈佛大學，其後受其大學時期的導師、現任麻省联邦参议员伊丽莎白·沃伦影響而開始投身政治。她曾于2016年至2018年間擔任市議會議長，後於2021年波士頓市長選舉勝出，成爲該市有史以來首位經選舉產生的女性及非白人市長，及美國東岸首位亞裔市長。

## 早年
吳弭出生于美国伊利诺州芝加哥市南區，她的名字是由爺爺取的，「弭」一字表示消停的意思，也意味著和平，而家裡四個姊妹兄弟的名字都是弓字旁。她的祖父祖母老家在北京，外婆是四川人，外公是廣東人，是一位中華民國將軍，他們在1949年國共内戰後離開中國大陸移居台灣。吳弭的雙親在台北出生長大，在1980年代移民到美國，不久後父母離異 。2003年，她從巴靈頓高中畢業，並獲得了美國總統獎學金到哈佛大學修讀，其後她在2007年取得學士學位，再于2012年獲得同校法學院的法律博士學位。她的母語為華語，同時能說西班牙語。

## 生涯與經歷
從哈佛大學畢業后，吳弭加入波士頓諮詢公司並成爲諮詢顧問。但其後因爲其母得病，她不得已辭去工作並搬回芝加哥去照顧其母與年幼的兄弟姐妹 。同時，爲了幫補家計她在當地開了茶館 。2009年，她回到哈佛法學院修讀法學博士學位。
2010年，吳弭開始在波士顿市政厅的財務及管理局工作，時任市長為汤玛斯·曼尼诺。其後她在曼尼诺的幕僚長Mitch Weiss安排下轉到Rappaport法律服務中心工作。在此期間，她利用以前開茶館的經驗，為波士頓的餐飲業界制定了首部開業指南，以協助當地餐飲業界發展。同時她亦積極在波士頓社區推進餐飲車計劃，最後成功在市政厅廣場導入了數台餐飲車，為波士頓首例 。2011年，她開始在波士頓醫療中心為低收入的患者們提供法律咨詢服務。
2012年，吳弭在哈佛法學院時的導師－伊丽莎白·沃伦宣佈競選联邦参议员，而她也成爲沃伦的競選團成員。在沃伦競選期間，吳弭與不同的選民組織接觸，包括有色人種，LGBTQ團體，退伍軍人，女性主义團體等等。其後沃伦成功擊敗挑战争取连任的共和党代表史考特·布朗，成爲了麻萨诸塞州的首位女性联邦参议员。

### 波士頓市議會（2014年-2021年）

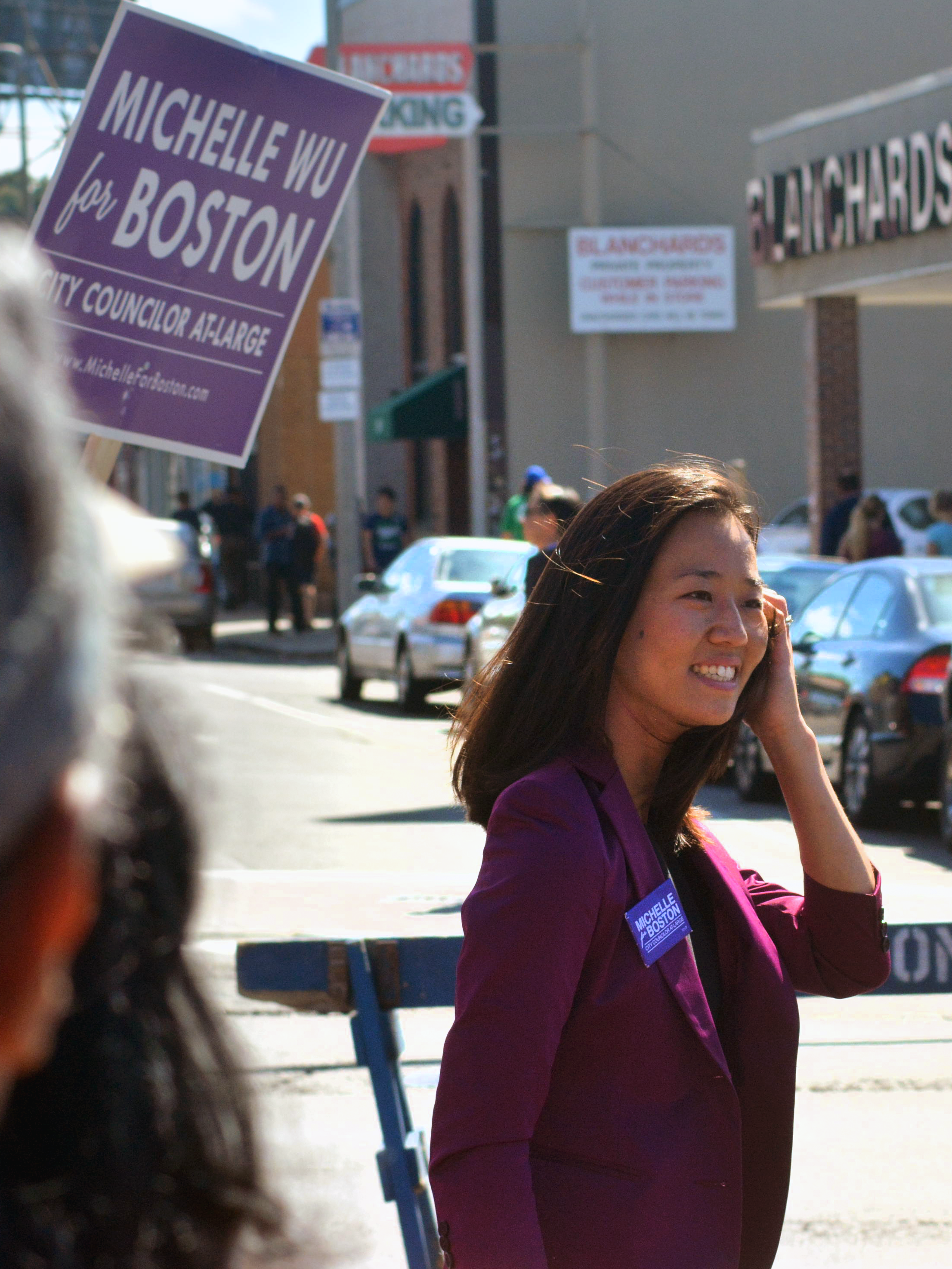
2013年吳弭首次參與波士頓市議會的競選活動

2013年，吳弭首次參與了波士頓市議會的選舉，并在同年11月首次當選為議員，而其後3次的選舉她都取得了勝利。在議員任内，吳弭主要關注改革波士頓的發牌與審批制度。她參與通過了批准市政員工取得有薪產假的法例。

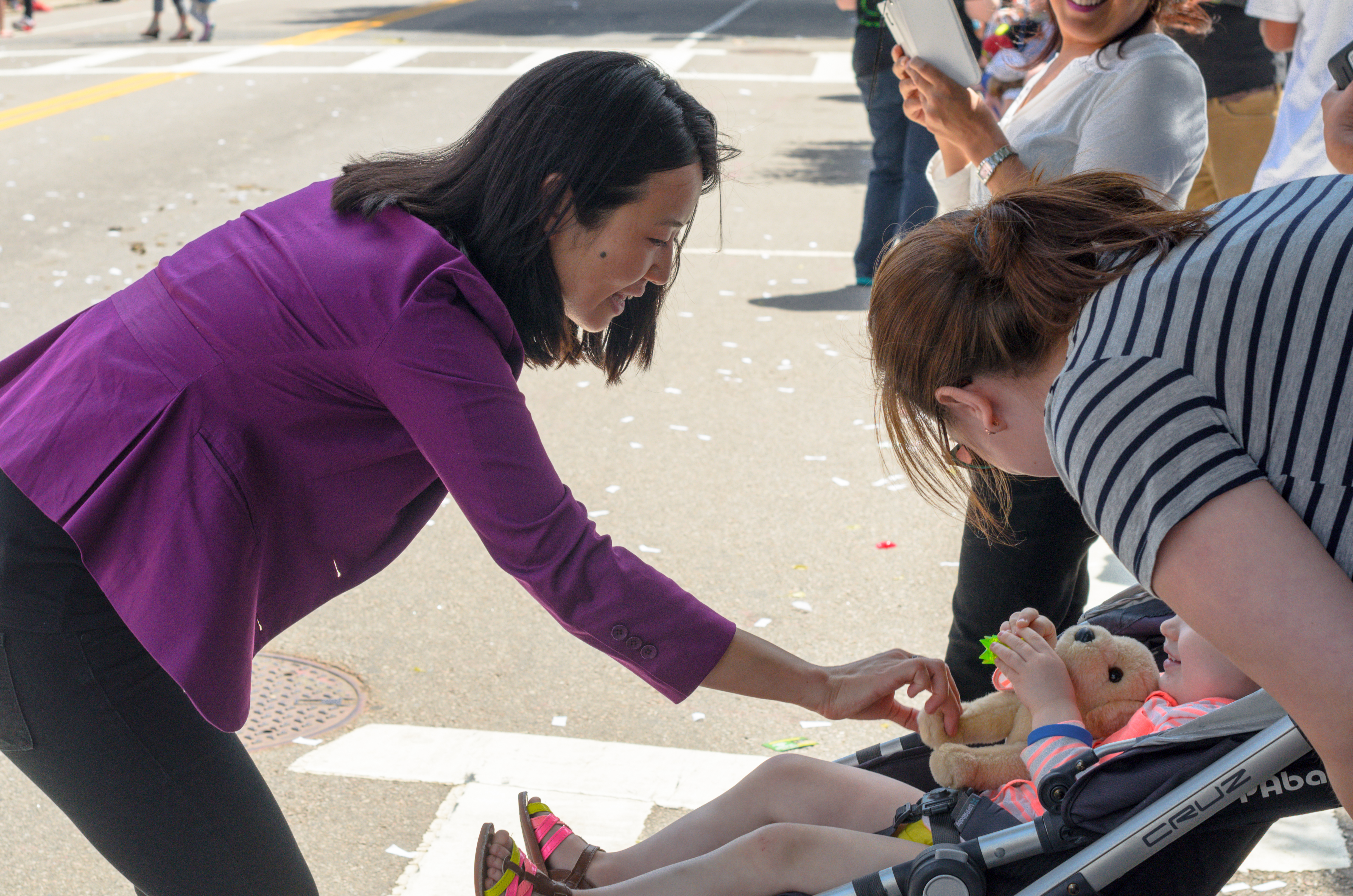
2015年吳弭參與波士頓當地的嘉年華

在2018年，吳弭在規管短期租約上的立場被共享平臺Airbnb批評。吳弭在此議題上采取嚴厲的態度，被Airbnb指其「把大型酒店集團的利益放在波士頓市民之上」。除此以外，她亦在某些市政議題，如土地使用分區委員會的人選問題和對應新冠肺炎的政策上，與當時的市長马蒂·沃尔什產生矛盾。她亦曾經呼籲廢除波士頓的城市規劃局。同年3月，她被支持民主黨女性黨員的政治行动委员会EMILY's List選為「未來之星」。其後她被月刊《Boston》選入「100名最具影響力的波士頓人」。
在2020年，吳弭公佈了在波士頓推廣绿色新政的計劃。她希望通過此計劃，為波士頓市民提供更低廉及可持續利用的房屋。其後在2021年，她在市議會提出了有關新冠肺炎疫苗的法案，建議在每個居民區設立至少一個疫苗注射點以確保所有居民均可獲得均等的接種機會 。

#### 對波士頓交通問題的態度
在2019年夏天，因爲不滿马萨诸塞湾交通局提高轻轨、公共汽车及隧道等公共交通服務的收費，吳弭帶領了抗議活動 。她認爲波士頓應該提供免費的公共交通服務。其後此項政策也成爲了她最具知名度的政策之一。
|                                                 | 我們必須去除那些存在于公共交通服務中不必要的收費門檻，因爲地理上的流動性對社会流动有著決定性的影響。公共交通服務的便利性不僅是統計街上有多少台汽車；而根據以往經驗，那些提供免費公共交通服務的城市能受惠于交通平等，包括提供了更多機會予低收入、老人與年輕的居民。在那些地域收入不平等與種族分隔的城市，不穩定的公共交通服務及高昂的收費無疑會成爲了年輕人與有色人種的額外負擔。去除這些門檻，對增加我們的勞動力有著莫大的裨益。 |
| ——節錄于《波士顿环球报》的社论，2019年1月31日。 | |

### 參選波士頓市長（2020年-2021年）

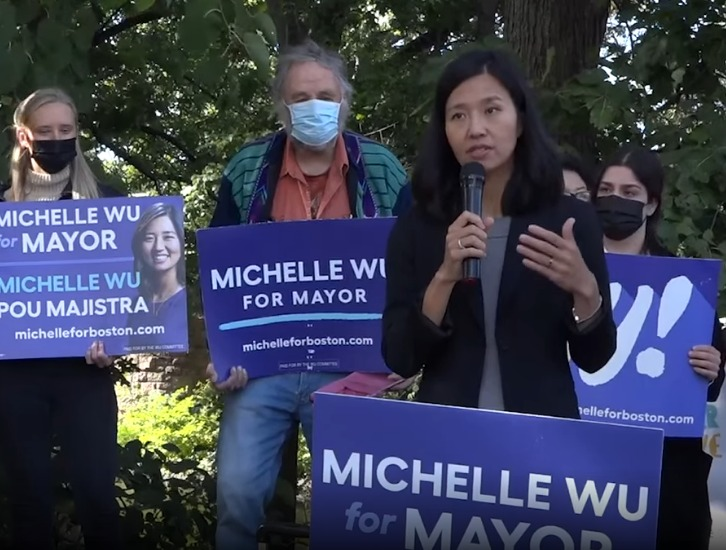
吳弭在2021年波士頓市長選舉的競選活動中演講

2019年起，一些波士頓當地的媒體開始揣測吳弭將參加下一届波士頓市長選舉，以挑戰時任市長马蒂·沃尔什。2020年9月7日，《波士顿环球报》報道吳弭已經向沃尔什表達參選意願。其後于9月15日，吳弭在其推特帳戶上發佈影片，正式宣佈參選2021年波士頓市長選舉。
吳弭在參選時表示，她采取的競選策略是「以群衆的力量為波士頓帶來新的領導」。她的競選平臺由社區主導，並主要關注公共教育、社區規劃、房屋、交通與社區醫療等議題。她承諾如果當選的話，將考慮由市政府建立及提供高質的寬帶網絡。她也表示將建議市政府牽頭建立公營的學前幼兒園，為所有5歲以下的兒童提供均等的學前教育機會。在環境問題上，她提倡波士頓版的綠色新政，並設立了在2024年前所有市政機關達到碳中和；2030年達到100%使用再生能源；2040年在波士頓市域内達到碳中和等一系列環境政策目標 。
時任市長马蒂·沃尔什其後于2021年1月7日被候任總統拜登提名為美國勞工部長，使選情出現變化。1月9日，民主黨麻省参议员，前總統候選人伊丽莎白·沃伦宣佈支持吳弭出任下任市長。除此之外，一些美國的政治人物，包括伊利诺州的亚裔参议员谭美·达克沃斯、麻萨诸塞州参议员艾德·马基、前麻省省長候選人Jay Gonzalez、前马萨诸塞州众议院代表Byron Rushing等亦表態支持吳弭。同時，她亦獲得了一些全國與地方政治團體，包括政治行动委员会美國亞太勝利基金會、马萨诸塞湾交通局工會聯盟 、飛行服務員工會、麻省塞拉俱乐部等支持。直至2021年6月，在多項民意調查中皆顯示吳弭的支持率在所有候選人中領先。最後她在11月2日舉行的的第二轮选举中，以得票率64.0%成功当选为第55任波士顿市长。 

### 波士頓市長（2021年-）
吳弭于2021年11月16日正式履新，宣誓就任為第55任波士頓市長。
同月22日，作爲波士頓版綠色新政計劃的一部分，她簽署了一道法令，在市政府投資項目中削減對化石燃料、烟草及監獄設施有關企業的投資，總值6500萬美元。
2021年12月，爲了加强防控波士頓市内的COVID-19疫情，吳弭針對市内的食肆、健身室與公務員宣佈了新的强制疫苗措施，由2022年1月15日起12歲以上的波士頓市民必須在進入室内場所時出示至少完成接種一針疫苗的證明；而到2月15日則必須出示完整的接種證明。此項政策遭到部分市民反對，而吳弭也在波士頓電臺的一個節目中表示，自從她頒佈此項政策后就不斷的受到來自反疫苗人士的種族歧視攻擊，部分示威人士甚至幾乎整天都在她家門口前抗議，嚴重影響了她與鄰居的日常生活。其後由於疫情改善，她于2月18日宣佈解除强制疫苗措施。
2022年2月，吳弭宣佈將按照競選時承諾，從3月1日起取消马萨诸塞湾交通局轄下3條巴士路綫的收費，爲期兩年。其後她于4月宣佈了任内首份財政預算案，建議在接下來的財政年度撥款約40億美元以改善住房、社區心理健康、氣候變化、公共教育、社區規劃及交通等議題。

## 選舉結果
吳弭在2013年11月首次當選為波士頓市議會議員。她在所有候選人中得票排行第二，僅次于時任議員Ayanna Pressley，其後于2015年11月她再度當選。2017年11月，她第三度當選並獲得65,040票，為波士頓市議會史上第二高得票。2019年11月她第四度當選連任並再度在所有候選人中取得最多得票。
2020年9月，她宣佈參加2021年波士頓市長選舉，並於2021年9月14日舉行的初選排行第一，成功進入于11月舉行的第二輪選舉。在同年11月3日舉行的第二輪選舉中，她以得票率64.0%成功當選為第56任波士頓市長。

## 個人生活
作爲長女的吳弭從哈佛大學畢業后不久，便因爲要照顧患有思覺失調症的母親和兩個妹妹一度搬回芝加哥居住，其後在2009年回到波士頓。她與長年交往的男朋友 Conor Pewarski 于2011年12月訂婚，并於2012年9月結婚。現時，她與兩名孩子 Blaise 和 Cass，以及其母親一同居住在波士頓的罗森黛尔地區。
吳弭會彈鋼琴。2023年5月，她與波士頓交響樂團演出了莫札特第21鋼琴協奏曲第二樂章。2024年9月，她與波士頓流行樂團演出喬治·格甚溫的《藍色狂想曲》。

## 延伸閲讀
- Bernstein, David S. . Boston. August 9, 2013  [February 21, 2018]. （原始内容存档于2021-08-20）.
- DeCosta-Klipa, Nikolas. . Boston.com. January 8, 2020  [January 8, 2020]. （原始内容存档于2021-07-11）.